# Eksperyment poznański
Eksperyment poznański – pięcioletni eksperyment pedagogiczny prowadzony od 1968 roku, którego przedmiotem było opracowanie systemu wychowawczego w szkołach socjalistycznych.

## Wprowadzenie
Przygotowania do eksperymentu trwały kilka lat. W końcu rozpoczęto go w szkołach podstawowych, a następnie średnich, w Poznaniu oraz województwie poznańskim. Początkowo akcja obejmowała 9 placówek oświatowych, lecz liczba ta znacznie się rozrosła. Cały proces polegał na indoktrynacji i opierał się na propagandzie ówczesnych władz. Popularyzacją systemu, jak również jego założeń oraz doświadczeń zajmowało się czasopismo Życie Szkoły w 1973. Ono też zamieściło Uchwałę Kolegium Ministerstwa Oświaty i Wychowania w sprawie upowszechnienia jednolitego systemu wychowania socjalistycznego.
W 1973 Ministerstwo Oświaty i Wychowania (później Ministerstwo Edukacji Narodowej) zleciło zastosowanie założeń eksperymentu we wszystkich szkołach. Próbowano stworzyć założenia nowego modelu szkoły socjalistycznej, która jednocześnie kształciłaby, wychowywała oraz opiekowała się uczniami. Opiekę nad całą akcją sprawował Zakład Teorii Wychowania Uniwersytetu im. Adama Mickiewicza w Poznaniu pod kierunkiem Heliodora Muszyńskiego.

## Przebieg i charakter

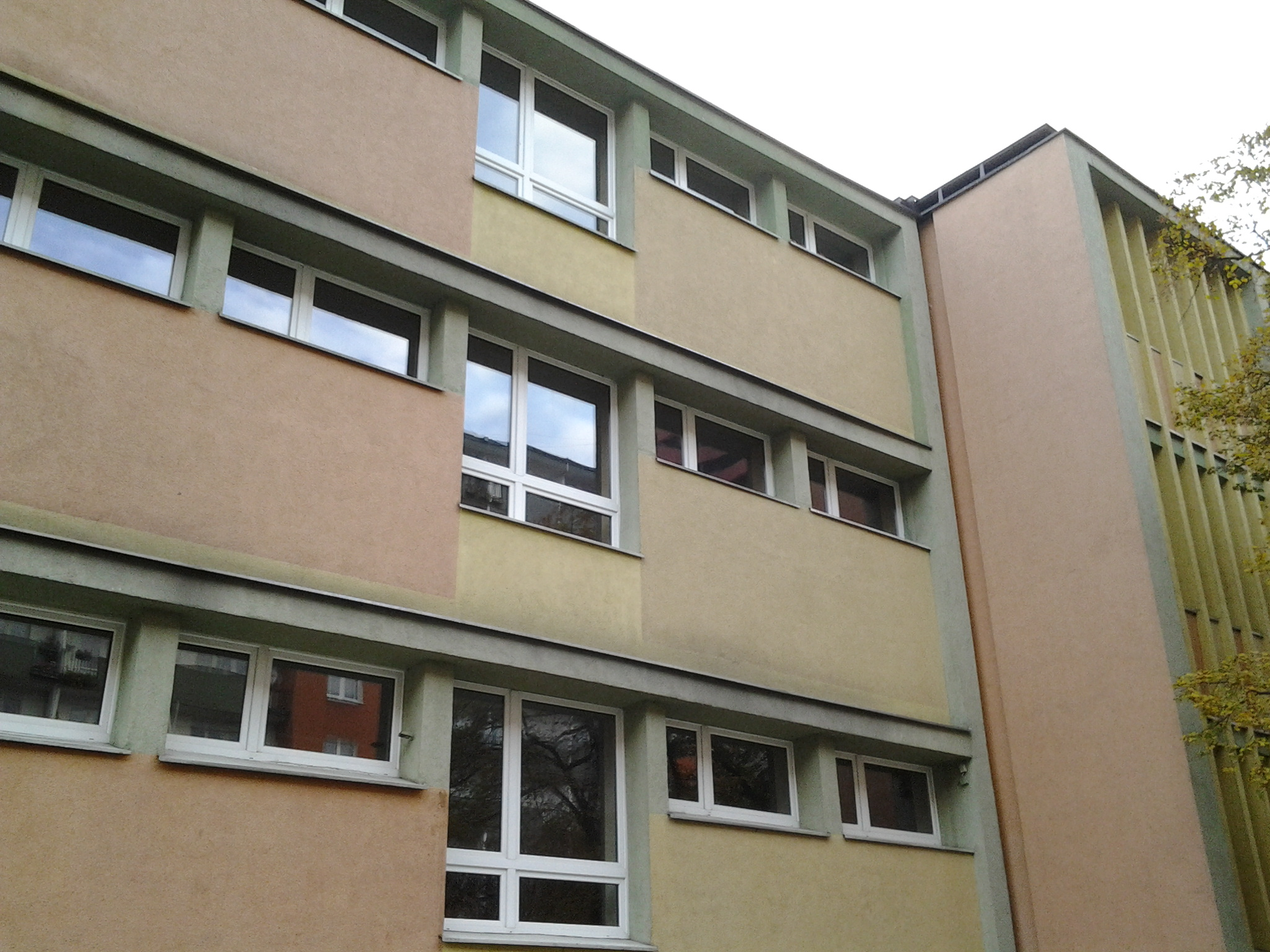
Poznańska szkoła podstawowa

Ministerstwo Oświaty i Wychowania oceniło projekt bardzo wysoko, wskazując na jego zasadnicze wartości: właściwą podstawę i cele wychowawcze, zaproponowane metody wychowawcze i holistyczne, całościowe ogarnięcie oddziaływaniem systemowym wszystkich odcinków działalności szkoły oraz jej wewnętrznej organizacji. Założenia eksperymentu wywodzono od klasyków marksizmu-leninizmu, m.in. ustalenia Karola Marksa, że wychowanie dla przyszłości może być tylko angażowaniem wychowanków do walki o tę przyszłość. Władze oświatowe, oprócz wytyczonych celów eksperymentu, niezwykle ceniły sobie również sposób organizowania szkolnej społeczności wokół ich osiągania. 
Punktem wyjścia dla wprowadzanego systemu wychowawczego, według uchwały ministerstwa, były cele właściwe ideałowi człowieka socjalistycznego, który powinien się charakteryzować: zaangażowaniem ideowo-politycznym, świadomością zasad, celów i ideałów socjalizmu, emocjonalnym związkiem z tymi ideałami, uspołecznieniem, dbałością o wspólne dobro, rzetelną pracą, ofiarnością i zdyscyplinowaniem społecznym, patriotyzmem i internacjonalizmem socjalistycznym, emocjonalnym związkiem z postępowymi tradycjami narodowymi i społecznymi, solidarnością i braterstwem z narodami ZSRR i innych krajów socjalistycznych, humanitaryzmem socjalistycznym, szacunkiem, zrozumieniem i życzliwością do innych ludzi, przestrzeganiem zasad współżycia socjalistycznego, aktywnością i twórczą postawą zawodową, umiejętnością przyswajania sobie wyników postępu nauki i techniki, dążeniem do samokształcenia, umiejętnością pożytecznego wykorzystania czasu, umiejętnym korzystaniem z dóbr kultury świeckiej, wrażliwością estetyczną, posiadaniem nawyków pielęgnowania zdrowia i podnoszenia sprawności fizycznej, a także udziałem w sporcie, turystyce i krajoznawstwie.
Wprowadzenie eksperymentu oznaczało uruchomienie procesów wychowawczych w skali całej szkoły, w odniesieniu do każdego ucznia i w każdym aspekcie jego działalności. Życie szkolne podzielono na odcinki, którym przyporządkowane zostały odrębne grupy wychowawczych zadań realizacyjnych. Odcinki przygotowywały młodych ludzi do pełnienia zadań i funkcji właściwych dorosłym członkom społeczeństwa socjalistycznego. I tak np. wewnętrzne życie klasy przygotowywać miało uczniów do uzyskania świadomości czym jest kolektyw, a praca na odcinku samorządowym ukazywać miała miejsce aktywu i aktywistów w życiu społecznym. Grupy zadań do realizacji były też dostosowywane do rozwoju psychofizycznego uczniów. I tak w klasach niższych wchodzono w struktury społecznościowe głównie poprzez tradycję, symbolikę i obrządek, w tym celebrację świąt socjalistycznych, a także różnych dni, np. Dnia Pierwszego Dzwonka. Miało to na celu wywołanie u dzieci głębokich i silnych przeżyć o wartościowych treściach. W klasach starszych natomiast przede wszystkim planowano pracę, realizowano i przekraczano plany, a także odbywano narady. 
Całość koncepcji była bardzo odpowiednia dla komunistycznych władz politycznych. Wpisywała się w narzucany przez reżim obrządek świętowania i kolektywnej pracy na rzecz przekraczania planów i zwiększania wydajności.

## Krytyka i skutki
Duże kontrowersje wywoływała warstwa realizacyjna założeń eksperymentu. Źródłem informacji na ten temat są głównie tendencyjne i nierzetelne sprawozdania oraz ankiety sporządzane przez władze szkolne dla nadzoru pedagogicznego, a także artykuły i publikacje prasowe częstokroć obnażające jałowość prowadzonych działań. W stosunku do publicystów krytykujących projekt podnosiły się protesty władz politycznych, nazywano ich szkodnikami. Głównymi krytykami eksperymentu byli Bogusława Latawiec i Stanisław Bortnowski. Bortnowski na łamach Życia Literackiego przedstawił krytyczny opis sytuacji, demaskując nierzetelności w arkuszach sprawozdawczych oraz nazywając sytuację w szkołach dramatyczną, a momentami tragikomiczną (Jaka infantylizacja dwunasto- i piętnastolatków, ileż oficjalności, pompy, zewnętrzności, ileż biurokratycznej pisaniny. […] I ta ciągła musztra młodego obywatela, podział dzieci jakby na pułki, bataliony, kompanie, odbieranie im prywatności i bezwzględne podporządkowywanie kolektywom, które uczą, wychowują i bez przerwy świętują). Latawiec na stronach tego samego czasopisma opublikowała opowiadanie Pusta szkoła ukazujące jałowy proces edukacyjno-wychowawczy, a także jego niedobre skutki.
Najbardziej niekorzystne okazały się wytworzone w toku eksperymentu niezdrowe relacje międzyludzkie, oparte na biurokracji i formalizmie. Według Bortnowskiego wykładnikami złego stanu rzeczy były m.in.: buchalteryjna i rygorystyczna ocena młodego człowieka, skrupulatne podliczanie aktywności społecznej, co oduczało bezinteresowności oraz totalna kontrola (zarówno nad uczniami, jak i nad wychowawcami). Powyższe uruchamiało nadmierną formalizację struktur szkolnych, standaryzację wzorów zachowań i sposobów ich kontroli. Było to w istocie ukrytą formą manipulacji pozbawiającej nauczyciela i ucznia podmiotowości i swobody wyboru działań. Ucznia widziano jako jednostkę realizującą się jedynie w układzie zaplanowanym przez system, a nauczyciel miał zostać inspiratorem i nadzorcą wszelkich tego rodzaju aktów depersonalizacji.